# John Radcliffe
John Radcliffe, född 1650, död 1 november 1714, var en engelsk läkare, akademiker och politiker. Han är mest känd som välgörare och namngivare till ett antal byggnader och institutioner i Oxford, bland dessa Radcliffe Camera vid Radcliffe Square, Radcliffe Science Library, Radcliffe Observatory och Radcliffe Quad vid University College. Det moderna John Radcliffe Hospital i Oxfordförorten Headington är också uppkallat efter honom.

## Biografi
Radcliffe var son till George Radcliffe och hans hustru Anne, född Loader, och föddes i Wakefield i Yorkshire, där han döptes 23 januari 1653. Han utbildades vid Queen Elizabeth Grammar School och Northallerton Grammar School och studerade vid University College vid Oxfords universitet som student till Obadiah Walker, varefter han blev fellow vid Lincoln College i Oxford. Han uppnådde den medicine doktorsgraden 1682 och flyttade därefter till London. I London nådde han stor framgång och blev livmedikus åt Vilhelm III och Maria II av England. 
Han var politiskt verksam som tory och valdes in i Englands parlament 1690 som ledamot för Bramber i Sussex samt 1713 som ledamot för Buckingham. 
Vid Radcliffes död testamenterade han sin egendom till olika välgörande ändamål, bland dessa St Bartholomew's Hospital och University College i Oxford, där Radcliffe Quad är uppkallad efter honom. Den ideella stiftelse som grundades genom hans testamente daterat 13 september 1714 är fortfarande verksam.